# Robert Schörgenhofer
Robert Schörgenhofer (Vorarlberg, Austria; 21 de febrero de 1973) es un árbitro  de fútbol de Austria. Es árbitro FIFA desde el año 2007.

## Carrera en el fútbol
Robert ha dirigido como árbitro en la Bundesliga, Primera División, Liga I, Super Liga, Liga de Campeones de la UEFA, UEFA Europa League, Copa Intertoto, eliminatorias a la Eurocopa de 2012, también las eliminatorias al mundial de 2010 y varios partidos amistosos internacionales.
En la Copa Mundial de Fútbol Sub-20 de 2011, pitó los partidos Nigeria vs. Guatemala, Australia vs. Costa Rica de la primera fase.